# Leiber Group
Die Leiber Group GmbH & Co. KG fertigt und vertreibt weltweit Gesenkschmiedestücke aus Aluminium. Die Kombination von Umform- und Zerspanungstechnik mit anschließender Montage ermöglicht es Leiber, Schmiedeteile einbaufertig zu produzieren.
Die Gruppe verfügt über Produktionsstandorte in Deutschland (Stammsitz) und in Polen (Leiber-Poland).

## Geschichte

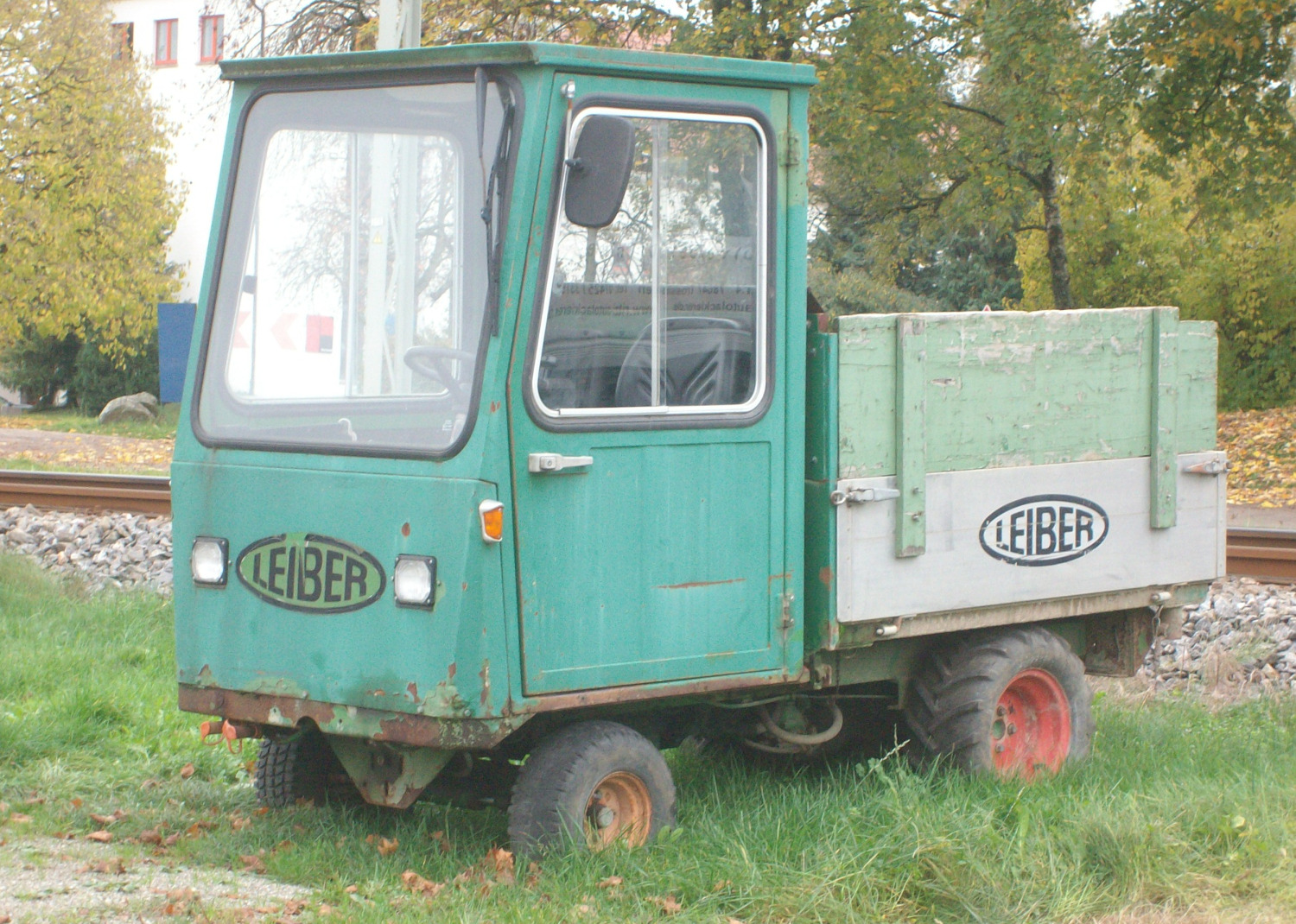
Leiber Panther

Das Unternehmen wurde 1928 von Valentin Leiber als „Mechanische Werkstatt für die Reparatur von land- und betriebswirtschaftlichen Geräten“ in Emmingen gegründet. Im Frühjahr 1932 befand sich Leiber kurzfristig in einem Konkursverfahren gegen seine Person bis zu dessen Einstellung mit Zustimmung der Gläubiger.  Im Jahr 1965 wurde der Grundstein für die heutige Ausrichtung mit der Gründung einer Aluminiumgesenkschmiede gelegt. Daneben fertigte Leiber seit den 1950er Jahren auch motorbetriebene Transportgeräte, später auch Kommunalfahrzeuge wie zum Beispiel den Panther. Die Fahrzeugbausparte wurde 2007 an die Firma Max Holder in Metzingen verkauft, die 2008 Insolvenz anmeldete. Daraufhin übernahm Joachim Leiber die Fahrzeugbausparte, die er nun in Engen betreibt.
Im Rahmen des Ausbaus der Produktionsanlagen wurde Leiber 1985 die erste Gesenkschmiede mit durchgängigem CAD-CAM-NC-Strang im Betriebsmittelbau. 1992 wurden in Spanien und 1995 in Polen Tochtergesellschaften gegründet. Die spanische Tochtergesellschaft wurde jedoch 2007 wieder geschlossen.

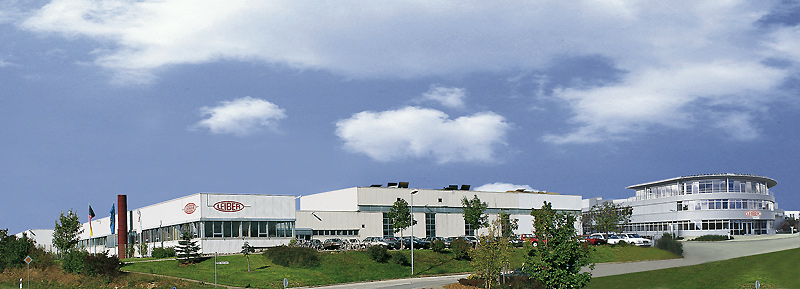
Gebäude der Leiber GmbH & Co. KG in Emmingen

Die Leiber Group beschäftigt an zwei Standorten in Deutschland und Polen mehr als 900 Mitarbeiter.

## Heutiges Produktprogramm
Das Unternehmen beliefert vor allem die Automotive-Branche und Industrieunternehmen. Auch in der Luftfahrt und dem Schienenfahrzeugbau finden Gesenkschmiedeteile der Leiber Group Verwendung. Seit 2014 produziert das unternehmen Leichtbauteile für Pkw-Bremsen in Serie, die im Hybridschmiedeverfahren aus zwei verschiedenen Metallen hergestellt werden. Die Entwicklung hierzu startete im Jahr 2008.